# Julio Adalberto Rivera Carballo
Julio Adalberto Rivera Carballo (ur. 2 września 1921 w Zacatecoluca, zm. 29 lipca 1973 w San José Guayabal), oficer wojskowy Salwadoru i polityk.
Ukończył szkołę wojskową w 1939. W 1944 awansował na podpułkownika. W 1954 wyjechał do Europy na kolejne studia. Wchodził w skład dyrektoriatu cywilno-wojskowego który obejmował władzę w latach 1961-1962 po obaleniu Jose Marii Lemusa i rządzącej po nim junty. Od 1962 do 1967 sprawował urząd prezydenta kraju. Był założycielem (1961) oraz przywódcą Partii Pojednania Narodowego. Zmarł na atak serca.